# Manfred Butzmann

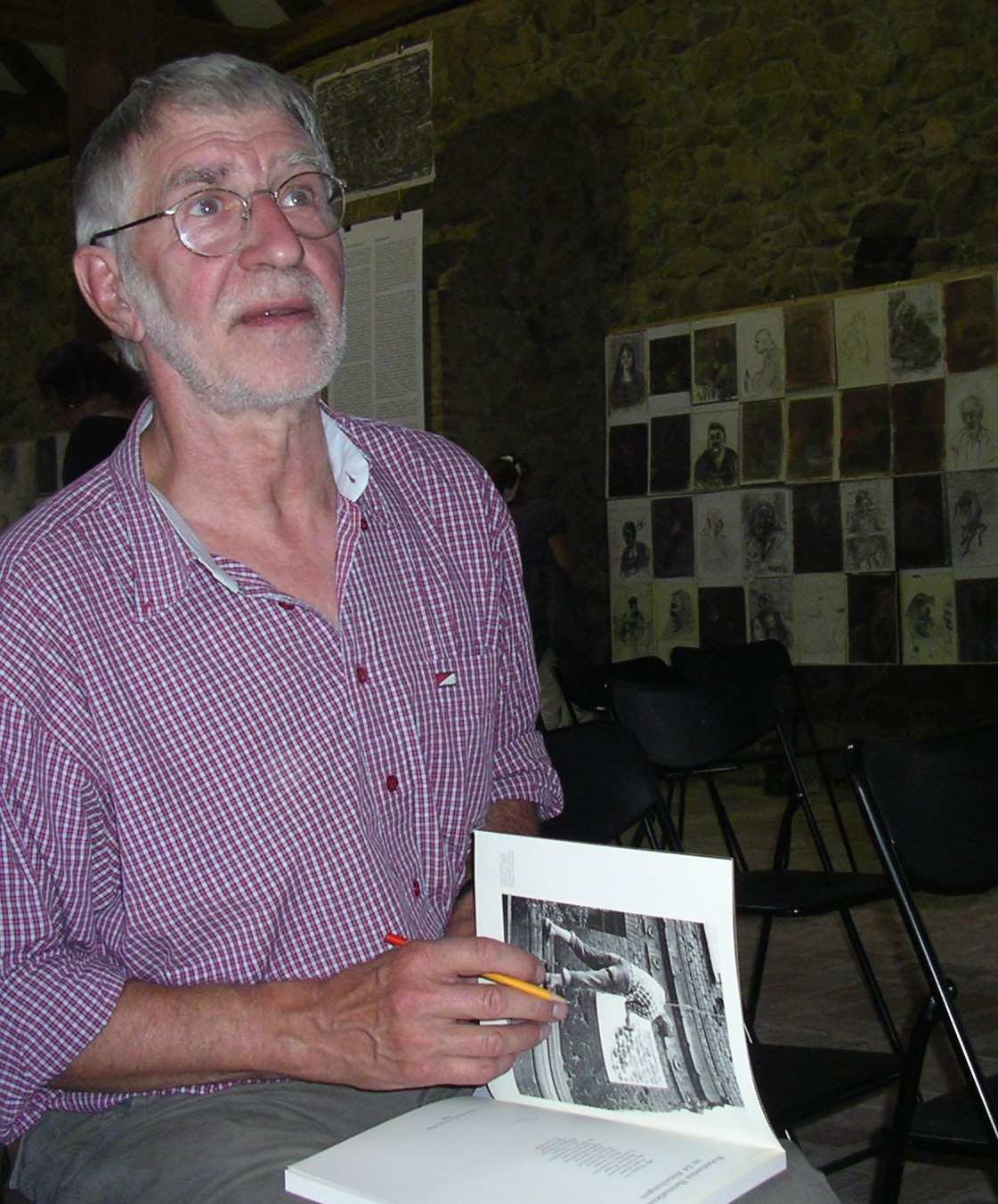
Manfred Butzmann
während einer Ausstellungseröffnung im August 2009

Manfred Butzmann (* 14. September 1942 in Potsdam) ist ein deutscher Grafiker.

## Leben und Werk
Butzmann wurde als Sohn eines Gärtners in Bornim geboren. Nachdem der Vater im Volkssturm 1945 von Soldaten der Roten Armee erschossen worden war, wuchs er in Eutzsch (Kreis Wittenberg) bei Verwandten auf einem Bauernhof auf. 1955 holte ihn seine Mutter zurück nach Potsdam, wo er 1961 das Abitur ablegte. Als Schüler nahm er bereits Zeichenunterricht. Von 1961 bis 1964 absolvierte er eine Ausbildung zum Offsetretuscheur in Berlin und Potsdam. Nebenher arbeitete er im Malzirkel von Magnus Zeller in Caputh; eine Arbeit von 1962 wurde 1969 aufgenommen in den 100 Tafeln umfassenden Querschnittsband zum bildnerischen Volksschaffen in der DDR, Graphikspiegel.
Von 1964 bis 1969 studierte Butzmann Grafik an der Kunsthochschule Berlin-Weißensee bei Arno Mohr, Werner Klemke und Klaus Wittkugel. Von 1988 bis 1993 war er hier Gastdozent.
Ab 1970 arbeitete er freischaffend als Grafiker, zunächst als Buchillustrator. Von 1973 bis 1977 war er Meisterschüler an der Akademie der Künste (Berlin) bei Werner Klemke. Das Meisterschülerstudium wurde 1976 unterbrochen, als Butzmann den Reservistendienst in der NVA leisten musste. Angeregt von der Tristesse des Kasernenlebens entstand die Radierfolge Eindrücke.
Danach arbeitete er zunächst als Buchillustrator sowie Einbandgestalter, schuf seit 1977 aber auch Druckgrafiken und Aquarelle, Fotoplakate und Postkarten. Ab 1971 entwarf er die Plakate für seine Ausstellungen als Offset-Lithografie selbst, in der Regel wurden sie in der Berliner Druckerei Graetz gedruckt. Eine besondere Vorliebe Butzmanns gilt den Abreibungen. Zahlreiche Abnahmen tätigte er in alten Berliner Hausfluren, auf Straßen, aber auch von Grabsteinen und Türen.
Butzmann hatte in der DDR eine große Zahl von Einzelausstellungen und Ausstellungsbeteiligungen, u. a. von 1972 bis 1988 an VIII. bis X. der Kunstausstellung der DDR in Dresden und nahm seit 1976 an zahlreichen Pleinairs teil.
1989/1990 war er Mitglied des Untersuchungsausschusses zu den polizeilichen Übergriffen am 7. und 8. Oktober 1989 in Berlin. Danach arbeitete er an mehreren Projekten.
Butzmann ist seit 1966 verheiratet hat drei erwachsene Kinder. Seit 2007 lebt und arbeitet er in Potsdam-Bornim.

## Ehrungen

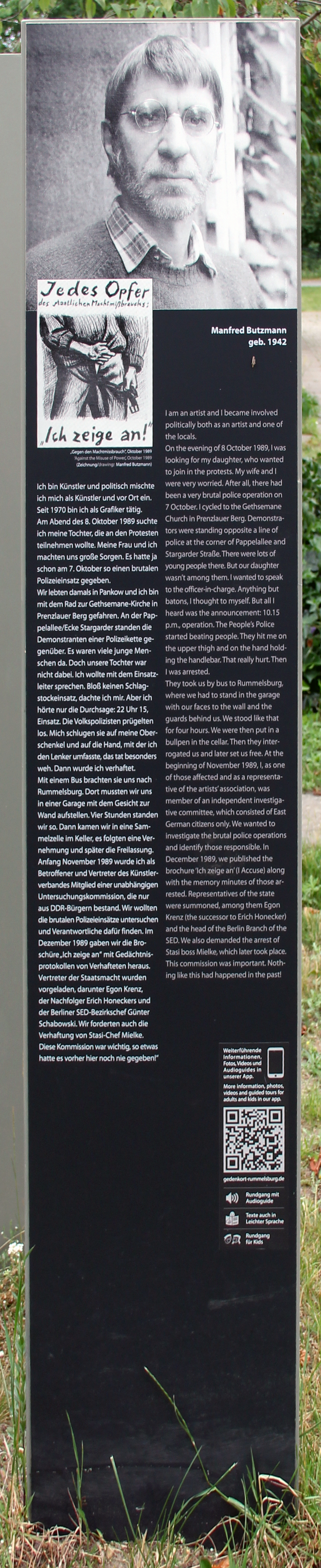
Gedenktafel am Haus, Friedrich-Jacobs-Promenade, in Berlin-Rummelsburg

- 1991: Käthe-Kollwitz-Preis der Akademie der Künste
- 1993: dritter Preis für den Entwurf für ein Mahnmal zur Bücherverbrennung in Berlin
- 1993: Bundesverdienstkreuz am Bande (26. November 1993)[3]
- 1999: Ferdinand-von-Quast-Medaille des Berliner Landesdenkmalamtes
- 2020: Brandenburgischer Kunstpreis[4] (Ehrenpreis des brandenburgischen Ministerpräsidenten für das Lebenswerk)[5]

## Museen und öffentliche Sammlungen mit Werken Butzmanns (unvollständig)
- Altenburg/Thür.: Lindenau-Museum
- Berlin: Berlinische Galerie[6]
- Berlin: Artothek im Deutschen Bundestag[7]
- Berlin: Deutsches Historisches Museum
- Berlin: Kunstbibliothek – Staatliche Museen zu Berlin
- Berlin: Kunstsammlung des Bezirkes Pankow[8]

## Werke (Auswahl)

### Plakate
- „X. Weltfestspiele“, 1973
- „Luthereiche Wittenberg“
- „Heimatkunde“, 1984, 1985, 1988, 1990
- „und ich will bei euch wohnen“, 1985
- „Kein Platz für Bäume“, 1985
- „Sechzehn Schaufenster in Pankow“, 1990
- „Plakat zu den ersten freien Wahlen in der DDR, 18. März 1990“
- „Brüder, es brennt“, 1991
- „Hasenfahnenfest“, 1992
- „Butzmanns Heimatkunde in 24 Abteilungen“, 1992
- „Bilderchronik der Parkstraße. Das grüne Haus Parkstraße 36“, 2001
- „Vorsicht, Gaunerzinken!“, 2009

### Radierungen
- 1975 Berliner Dom
- 1972 Zyklus Auch ein Totentanz
- 1981 Jüdischer Friedhof
- 1981 Grenzmauer
- 1987 Zyklus Steinernes Berlin
- 1988 Meine Kinderschätze

### Buchillustration und Einbandgestaltung
- Silvano Ambrogi: Die Verfettung. Verlag Volk und Welt, Berlin, 1972
- Maxim Gorki: Abenteuer meiner Jugend. Der Kinderbuchverlag Berlin, 1974
- Gisela Karau: Der gute Stern des Janusz K. Der Kinderbuchverlag Berlin, 1974
- Friedel Hart: Abenteuer in der Teufelsschlucht. Der Kinderbuchverlag Berlin, 1976
- Heinz Haufe: Entdeckungsreisen in Australien – Ludwig Leichhardt – Ein Deutsches Forscherschicksal. 28 Illustrationen von Manfred Butzmann. 1. Auflage. Verlag der Nation, Berlin 1972 (6. Auflage, Berlin 1990, ISBN 3-373-00428-4)
- Die Kranichfeder. Märchen aus dem hohen Norden der Sowjetunion. Der Kinderbuchverlag Berlin, 1975
- Reihe der bei Volk und Welt erschienenen Werke von Nikos Kazantzakis: Die letzte Versuchung (1975), Alexis Sorbas (1976), Kapitän Michalis (1977), Rechenschaft vor El Creco (1983)
- Iwan Turgenjew: Mumu und andere Erzählungen. Der Kinderbuchverlag Berlin, 1981
- Reinhard Bernhof: Die Kuckuckspfeife. Der Kinderbuchverlag Berlin, 1981
- Gustav Meyrink. Der heiße Soldat und andere Geschichten. 12 Originallithographien von Manfred Butzmann. Faber & Faber, 2007.

### Schriften
- 1992 Butzmanns Heimatkunde in 24 Abteilungen (herausgegeben von Eugen Blume)
- 2001 Bilderchronik der Parkstraße. Das grüne Haus Parkstraße 36

## Ausstellungen
- 1971 Berlin-Pankow, Kreiskulturhaus Erich Weinert
- 1972 Magdeburg, Erich-Weinert-Buchhandlung
- 1975 Rostock, Galerie am Boulevard
- 1977 Neubrandenburg, Friedländer Tor
- 1978 Jena, Galerie im Stadthaus
- 1979 Halle (Saale), Staatliche Galerie Moritzburg
- 1980 Erfurt, Galerie erph
- 1981 Dresden, Galerie Comenius
- 1983 Bonn, Galerie Linneborn
- 1984 Berlin, Galerie am Alten Museum
- 1987 Berlin, Galerie der Deutschen Bücherstube
- 1988 Berlin, Haus am Lützowplatz
- 2007 Berlin, Kollwitz-Museum
- 2008 Berlin-Pankow, Café Garbáty
- 2009 Bergsdorf, Kurt-Mühlenhaupt-Museum
- 2012 Kunstmuseum Dieselkraftwerk Cottbus
- 2013 Potsdam, Großes Militärwaisenhaus
- 2014 Schwerin, Schleswig-Holstein-Haus